# Friedrich Akel
Friedrich Karl Akel (Kaubi, Estonia, 5 de septiembre de 1871 - Tallin, Unión Soviética, 3 de julio de 1941) fue un político y diplomático estonio que fue Anciano del Estado de Estonia de marzo a diciembre de 1924.

## Biografía

### Primeros años y educación
Akel nació en la aldea de Kaubi (actualmente Pornuse), en el municipio de Mulgi. Asistió al Instituto Alejandro de Tartu y estudió en el departamento de medicina de la Universidad de Tartu entre 1892 y 1897. Tras graduarse, trabajó como asistente en la Clínica Universitaria de Tartu antes de incorporarse como médico a la clínica oftalmológica Reimers de Riga en 1898. Al año siguiente, empezó a trabajar como médico en el hospital militar de Ujazdów en Varsovia. En 1901, continuó sus estudios en Berlín, Praga y Leipzig.
Tras un breve regreso como médico a la clínica oftalmológica Reimers, Akel ejerció como oftalmólogo privado en Tallin entre 1902 y 1912, con la excepción de 1904-1905, cuando sirvió como médico militar en la guerra ruso-japonesa. En 1907, fue uno de los fundadores de la Clínica Privada de Médicos Estonios y, en 1912, fundó su propia clínica oftalmológica. También fue miembro y presidente del Consejo Municipal de Tallin y juez de paz honorario del Consejo de Paz de Tallin-Haapsalu. 
Akel fue miembro de la junta directiva de la Unión de Médicos del Báltico Norte y de la Sociedad de Educación Popular de Tallin, presidente de la sociedad deportiva "Kalev", de la sociedad de construcción del teatro "Estonia" y de la Sociedad Estonia "Estonia" en Tallin, miembro y presidente del consejo y miembro de la junta directiva de la Sociedad de Préstamos y Ahorros de Tallin (posteriormente Banco de Crédito de Tallin) y vicepresidente del consistorio de la Iglesia Luterana de Estonia en 1920-1922.

### Carrera política
Akel fue el Anciano de Estado de Estonia entre marzo y diciembre de 1924. Durante su mandato, el Partido Comunista de Estonia llevó a cabo un fallido intento de golpe de estado el 1 de diciembre. Akel escapó ileso aunque su ministro de Transporte, Karl Kark, fue asesinado.
Akel también fue ministro de Asuntos Exteriores en los periodos 1923-1924, 1926-1927 y 1936-1938, y embajador de Estonia en Finlandia entre 1922 y 1923, en Suecia y Dinamarca entre 1928 y 1934, y a Alemania y los Países Bajos entre 1934 y 1936. Entre 1927 y 1932, Akel fue representante de Estonia ante el Comité Olímpico Internacional.
De 1926 a 1929, Akel fue miembro del III Riigikogu, en representación del Partido Popular Cristiano. Más tarde, fue miembro de la Asamblea Nacional de Estonia (Rahvuskogu) en 1937, y del Riiginõukogu (la cámara alta del Parlamento) entre 1938 y 1940.

### Arresto y muerte
Tras la invasión y ocupación soviética de Estonia y los demás estados bálticos en junio de 1940, Akel fue encarcelado por la NKVD en octubre de 1940 y fusilado en Tallin el 3 de julio de 1941. Su esposa, Adele Karoline Tenz, fue deportada a la Unión Soviética en junio de 1941 y murió allí en 1944.

## Premios y galardones
- Cruz de la Libertad (1920).
- Orden de las Tres Estrellas, Letonia (1925).
- Orden de la Cruz Roja Estonia; dos veces (1927, 1936).
- Comandante de la Gran Cruz de la Orden de la Estrella Polar (1934).
- Orden de la Cruz del Águila (1935).
- Orden de la Estrella Blanca, Polonia (1938).